# San Carlos (Arizona)
|  | Per a altres significats, vegeu «Reserva índia de San Carlos». |

San Carlos - Sengaaen apatxe occidental - és una concentració de població designada pel cens dels Estats Units a l'estat d'Arizona. Segons el cens del 2000 tenia 3.716 habitants. És la comunitat més gran i la seu del govern de la reserva índia de San Carlos.

## Demografia
Segons el cens del 2000, San Carlos tenia 3.716 habitants, 921 habitatges, i 754 famílies La densitat de població era de 162,5 habitants/km².
Dels 921 habitatges en un 49,1% hi vivien nens de menys de 18 anys, en un 46,1% hi vivien parelles casades, en un 29,4% dones solteres, i en un 18,1% no eren unitats familiars. En el 14,4% dels habitatges hi vivien persones soles el 2,7% de les quals corresponia a persones de 65 anys o més que vivien soles. El nombre mitjà de persones vivint en cada habitatge era de 4 i el nombre mitjà de persones que vivien en cada família era de 4,42.
Per edats la població es repartia de la següent manera: un 42,1% tenia menys de 18 anys, un 8,7% entre 18 i 24, un 28% entre 25 i 44, un 15,8% de 45 a 60 i un 5,4% 65 anys o més.
L'edat mediana era de 24 anys. Per cada 100 dones de 18 o més anys hi havia 96,2 homes.
La renda mediana per habitatge era de 13.412 $ i la renda mediana per família de 14.219 $. Els homes tenien una renda mediana de 16.216 $ mentre que les dones 22.563 $. La renda per capita de la població era de 4.615 $. Aproximadament el 57,5% de les famílies i el 58,8% de la població estaven per davall del llindar de pobresa.

## Poblacions properes
El següent diagrama mostra les poblacions més properes.